# Coopers buskekorre
Coopers buskekorre (Paraxerus cooperi) är en däggdjursart som beskrevs av Robert William Hayman 1950. Den ingår i släktet Paraxerus och familjen ekorrar. IUCN kategoriserar arten globalt som otillräckligt studerad. Inga underarter finns listade i Catalogue of Life.

## Beskrivning
Pälsen på ovansidan är olivgrön och gråspräcklig med gulaktiga kinder och smala, ockrafärgade ringar på den i övrigt långa, bruna svansen. Undersidan är ljusgrå med en gulaktig skiftning. Kroppslängden är 19 till 20 cm, ej inräknat den omkring 19 cm långa svansen. Vikten varierar mellan 200 och 300 g.

## Utbredning
Denna buskekorre förekommer i Kameruns högländer och i angränsande områden i Nigeria.

## Ekologi
Habitatet utgörs av fuktiga, tropiska bergsskogar och skogsbryn. Bland annat frukter och blommor av trädsläktet Pentadesma utgör artens föda.